# Institut français Köln

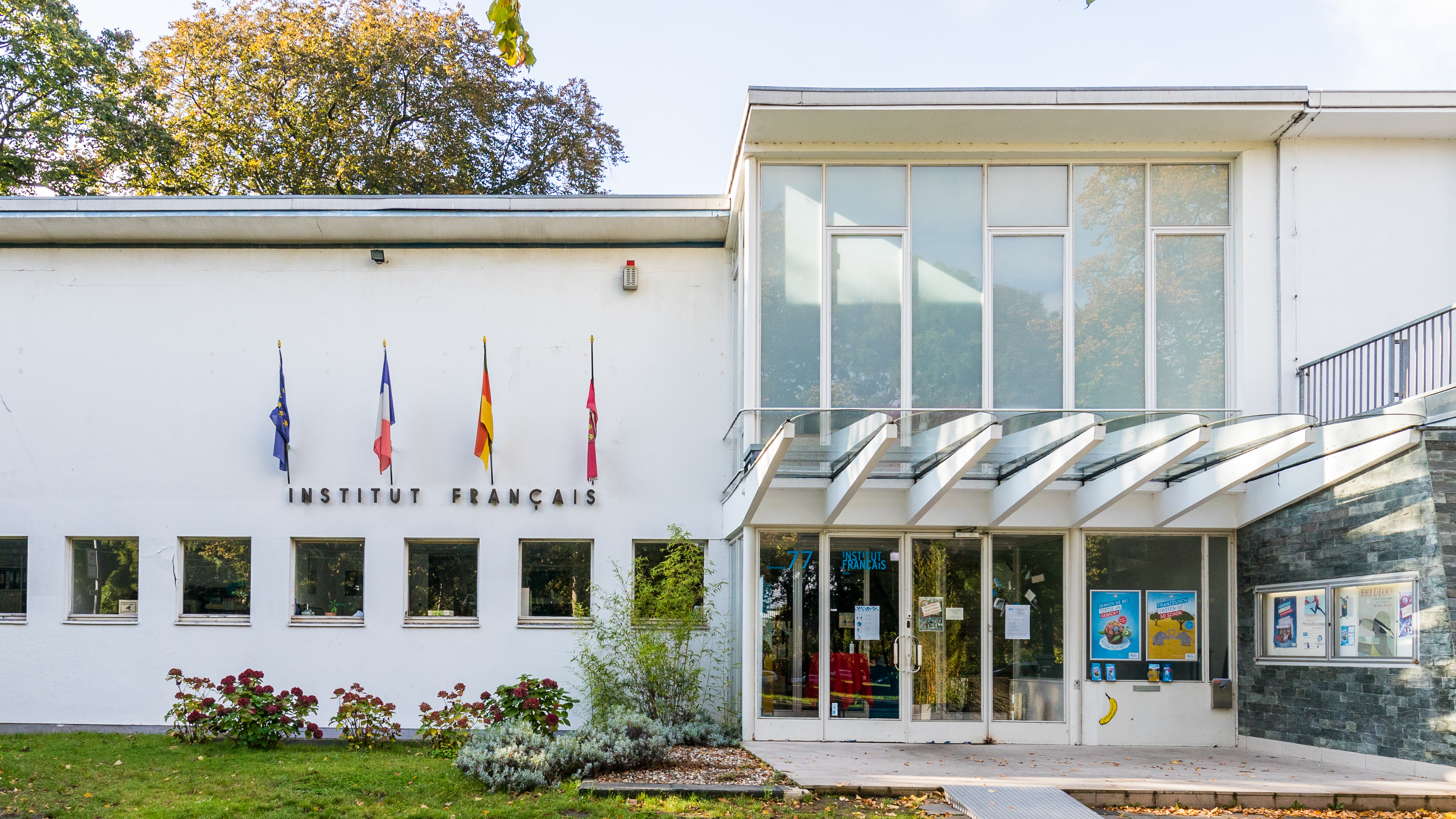
Institut français, Sachsenring 77

Das Institut français [ɛ̃stity fʀɑ̃ˈsɛ] (Französisches Kulturinstitut) in Köln war eines der ersten und ist heute eines der letzten ausländischen Kulturinstitute im Westen Deutschlands. Es ist heute das älteste der noch vier ausländischen Kulturinstitute in Köln. 

## Bau
Der Kölner Architekt Wilhelm Riphahn baute 1952 im Auftrag der Stadt und aufgrund eines Vertrages zwischen der französischen Republik und der Universität und auf einem der damals noch städtischen Kölner Universität zugeordneten Grundstück am Sachsenring 77 dieses einfache, aber zweckmäßige Bauwerk, das am 15. Januar 1953 bezogen werden konnte. Es steht unter Denkmalschutz.

## Zuordnung zur Universität
Das Haus gehört auch heute noch der Universität. Die französische Regierung als Dienstherr des Instituts ist Mieter und somit ist das Institut Außenstelle der französischen Republik und der Botschaft unterstellt. Der Direktor des Instituts, der diplomatischen Status hat, ist in der Regel Gastdozent an der Hochschule. Das Kulturinstitut kooperiert auf vielfältige Weise mit der Universität und ist auch als mit ihr verbundene Einrichtung im Vorlesungsverzeichnis aufgeführt.
Seit Januar 2010 wird die Kooperation durch die Einrichtung eines Centrums für interdisziplinäre Frankreich- und Frankophonieforschung am Institut français intensiviert, an dessen Etat von 180.000 Euro die Botschaft mit einem Viertel beteiligt ist. Es sollen weitere Spenden eingeworben werden. Von der Hochschulseite sind die Romanisten mit Peter Blumenthal, die Politologen mit Wolfgang Wessels, die Historiker mit Jakob Vogel und der  Medienwissenschaftler Wolfram Nitsch beteiligt.

## Aufgaben
Das Institut français pflegt die deutsch-französischen Kulturbeziehungen. Es informiert in Vorträgen namhafter Wissenschaftler, Politiker und Journalisten über aktuelle oder wesentliche Strömungen im Nachbarland. Es gibt eine Filmreihe mit Originalfilmen und Ausstellungen französischer oder frankophoner Künstler. Ein deutsch-französischer Chor belebt das Kulturleben. Künstler, Musiker, Theatergruppen und Kulturschaffende gastieren im Institut oder an anderen Veranstaltungsorten in der Stadt. Eine Bibliothek dient der Information und der wissenschaftlichen Arbeit. Darüber hinaus veranstaltet das Institut Sprachkurse und Literaturgesprächskreise.

Institut français Köln

## Förderkreis
Im Januar 2009 wurde auf einer Festveranstaltung der Förderkreis Freunde des Institut français Köln gegründet. Vorsitz hat der Kölner Notar Konrad Adenauer, ein Enkel des gleichnamigen ehemaligen Bundeskanzlers. 